# ファビオ・ペトルッツィ
ファビオ・ペトルッツィ（Fabio Petruzzi、1970年10月24日 - ）は、イタリア、ローマ出身の元サッカー選手。現役時代のポジションはセンターバック。

## 経歴
ASローマの下部組織出身、1989-90シーズンにローマでトップチームにデビュー。カゼルターナへのレンタル移籍やローマ複帰、ウディネーゼへのレンタル移籍を経て、1994-95シーズンにローマに複帰、カルロ・マッツォーネ監督によってレギュラーとして起用される様になったが、1999-00シーズンにファビオ・カペッロが監督に就任すると全く起用されず、2000-01シーズン、マッツオーネが獲得を希望したことでブレシアへと移籍し、4シーズンプレーした。2004-05シーズン、再びマツッオーネの希望でボローニャへと移籍し、現役を終えた。
1995年6月にドイツとの親善試合で1試合のイタリア代表経験がある。

## その他
自信を重宝したカルロ・マッツォーネのことは「父親の様な存在である。」と話している。